# باسل مهدي
باسل مهدي حمادي (1943 - 31 مارس 2020) لاعب كرة قدم ومدرب عراقي سابق ولد في بغداد ، أب لخمسة أولاد كرس حياته للكرة العراقية منذ عام 1959 إلى حين وفاته. لعب لفرق آليات الشرطة ونادي القوة الجوية ومثل منتخب بغداد ومنتخب العراق إلى عام 1974 حيث عمل بعدها في مجال التدريب الكروي.
شارك في افتتاح ملعب الشعب الدولي عام 1966 لأول مباراة مع نادي بنفيكا البرتغالي.
درب المنتخب الوطني عام 1980 وعمل مساعدا لعمو بابا ودرب العديد من الأندية العراقية منها نادي الشرطة عام 1982 حيث أحرز وقتها بطولة العراق لأول مرة ودرب أندية التجارة والأمانة وصلاح الدين والشباب ونادي سيروان ونادي حيفا وغيرها.

## إنجازاته الخارجبة
درب أندية السلط ونادي سحاب والرمثا الأردني 1995 ونادي وحدة صنعاء اليمني 2002 حيث أحرز بطولة الدوري اليمني ودرب فريق الاشغال في دوري المؤسسات الإماراتي. عمل خبيرا ومستشارا في الاتحاد العراقي لكرة القدم قبيل وفاته.